# Trilophosuchus
Trilophosuchus ("cocodrilo de tres crestas") es un género extinto de crocodiliano de la subfamilia Mekosuchinae. A diferencia de los cocodrilos actuales, se ha hipotetizado que era un animal terrestre. Trilophosuchus medía aproximadamente 1.5 metros de largo. Tenía un cráneo corto con tres bordes en la parte superior y ojos grandes. Sus fósiles se han hallado en Riversleigh, en el noroeste de Queensland, Australia, y datan del Mioceno. Solo se ha descrito una especie, la especie tipo T. rackhami.

## Descubrimiento

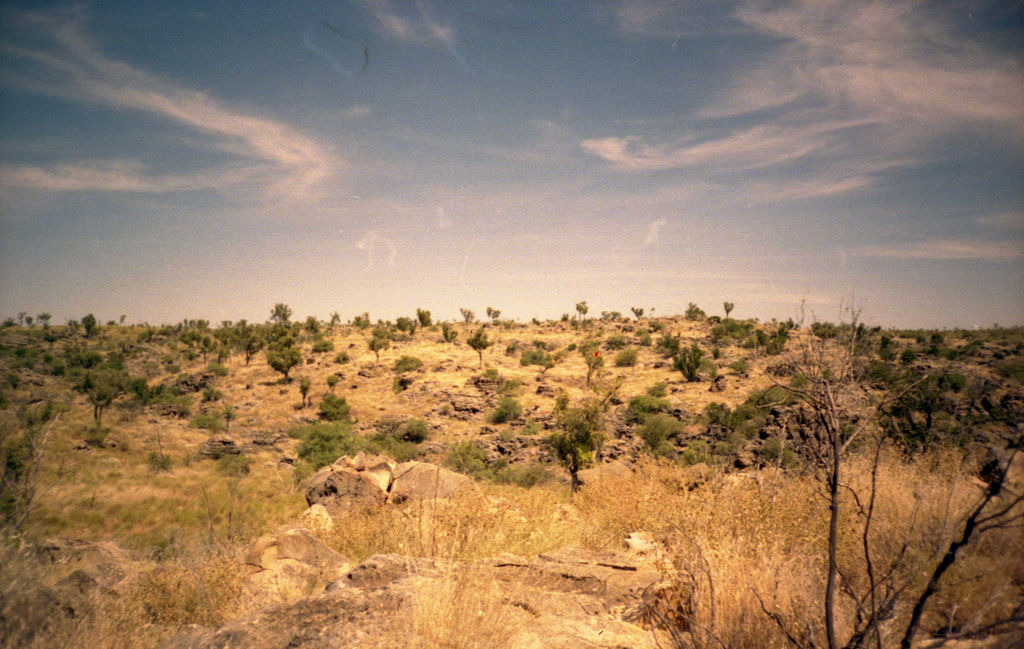
La localidad fósil de Riversleigh en Queensland, donde los restos de Trilophosaurus fueron descubiertos.

Trilophosuchus es conocido a partir de la parte posterior del cráneo, QM F16856, que es el espécimen holotipo. Varios otros huesos aislados del cráneo han sido hallados. El material fue recolectado en el Sitio Ringtail Site de la Meseta Gag en Riversleigh, una de las localidades fósiles más famosas de Australia. El cráneo fue descubierto en 1985 durante una excavación realizada por la Universidad de Nueva Gales del Sur. El depósito en el cual se halló a Trilophosaurus es de principios del Mioceno, hace más o menos 20 millones de años. El depósito, conocido como el Sistema C, es el más reciente de las secuencias Oligoceno-Mioceno de Riversleigh. El género Trilophosuchus fue denominado en 1993 con la descripción de los restos por Paul Willis de la Universidad de Sídney en la publicación Journal of Vertebrate Paleontology.

## Descripción
Trilophosuchus tenía un cráneo corto y alto con ojos relativamente grandes. Aunque solo se conoce el cráneo, se estima que Trilophosuchus mediría alrededor de 1.5 metros de longitud. Debido a su pequeño tamaño, Trilophosuchus se parece al actual cocodrilo enano, Osteolaemus, y al caimán Paleosuchus. También se parece a algunos crocodiliformes primitivos como los notosuquios, atoposáuridos y protosuquios. Siendo un mekosuquino, Trilophosuchus no estaba cercanamente a ninguno de esos grupos y probablemente adquirió su hocico corto y el pequeño tamaño corporal a través de la evolución convergente.
Aparte de su pequeño tamaño y hocico corto, Trilophosuchus tenía varias características únicas, o autapomorfias, que lo distinguen de otros crocodilianos. Un diente del dentario posterior en la mandíbula inferior pasa entre el sexto y el séptimo diente maxilar de la amndíbula superior, dejando un surco profundo en el maxilar. Las fenestras palatales, dos aberturas en el paladar, pasando más arriba del nivel del sexto diente maxilar. El hueso palatino tenía un proceso anterior, o proyección, que alcanzaba el nivel del cuarto diente maxilar. Detrás del palatino y de la fenestra palatal, había grandes huesos pterigoides y ectopterigoide que se proyectaban posteriormente y se extendían debajo del cráneo. Los huesos yugales, los cuales se alinean al lado del cráneo debajo de los ojos, se proyectan lateralmente para formar bordes prominentes. Las fenestras supratemporales, dos agujeros sobre la bóveda craneana, son largos y estrechos. También hay tres bordes corriendo en sentido longitudinal sobre la meseta craneana, lo que le da su nombre al género, que significa "cocodrilo de tres crestas" en griego.
El occipital o superficie posterior del cráneo tenía estructuras para la inserción de los músculos que le pudieron haber permitido sostener la cabeza sobre el cuerpo.

## Clasificación
A pesar de su parecido superficial con los crocodiliformes primitivos como los protosuquios y notosuquios, Trilophosuchus es un crocodiliano avanzado. Posee una barra postorbital detrás de la cuenca ocular que se deprime en el cráneo, un rasgo derivado del clado Neosuchia. Puede ser también relacionado con los eusuquios debido a que sus narinas internas están contenidas dentro de los huesos pterigoidales y los dientes se extienden detrás del nivel de los bordes anteriores de las fenestras palatales. Basándose en varias características distintivas y los rasgos compartidos con otros crocodilianos, Trilophosuchus fue inicialmente considerado como el más basal de los mekosuquinos conocidos. Más recientemente, se han hallado otros mekosuquinos más antiguos en Australia como Kambara y son más basales que Trilophosuchus. Estudios filogenéticos posteriores han situado a Trilophosuchus como un mekosuquino más derivado, más cercanamente relacionado con formas recientes como Quinkana y Mekosuchus. Estos han sido situados en el clado derivado mekosquino Mekosuchini para distinguirlo de los taxones más basales como Kambara y Australosuchus.

## Paleobiología

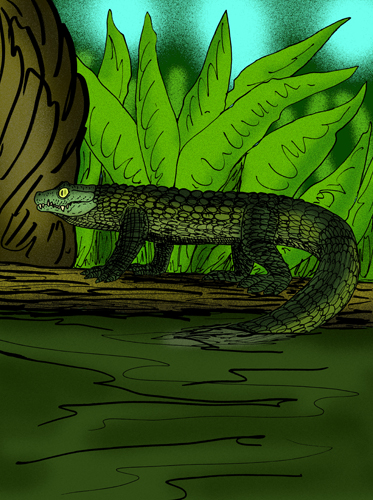
Mekosuchus (especie tipo de mekosuchinae)

Trilophosuchus es representante de una radiación inicial del Cenozoico de mekosuquinos de Australia. Otros mekosuquinos que vivieron en Australia en ese tiempo incluyen a Pallimnarchus, Australosuchus y Quinkana. Pallimnarchus y Australosuchus era crocodilianos genralistas de hocico ancho, mientras que Quinkana era zifodonte, lo que significa que tenía dientes aserrados y un hocico alto. Trilophosuchus es inusual entre los mekosuquinos, y los crocodilianos en general, ya que tenía un hocico corto y alto y un estilo de vida arborícola. Representa así un tercer tipo adaptativo entre la primera radiación evolutiva de los mekosuquinos australianos. Todos estos mekosuquinos primitivos eran terrestres, a diferencia de sus parientes, los cocodrilos semiacuáticos.
Es difícil determinar la paleocología de Trilophosuchus debido al probre entendimiento de la ecología de los crocodilianos actuales que tienen una apariencia más similar a la de este género: Paleosuchus y Osteolaemus. Ambos géneros son semiacuáticos, y se ha propuesto que habitan pequeñas corrientes en bosques de dosel cerrado, corrientes de flujo rápido, grandes ríos de flujo lento y lagos. Aunque Paleosuchus y Osteolaemus son los crocodilianos vivos más similares a Trilophosuchus, Trilophosuchus era terrestre como muchos crocodiliformes primitivos.
En la primera descripción de Trilophosaurus, Paul Willis tentativamente consideró que el género era terrestre, debido a que muchos otros crocodiliformes extintos con hocicos cortos y ojos dirigidos lateralmente eran terrestres. La disposición de los músculos del cuello de Trilophosaurus, evidenciado por la forma de la parte occipital del cráneo, sugiere que mantenía su cabeza alta, una postura más adecuada siendo terrestre que en un estilo de vida semiacuático. Comparado a los animales actuales, Trilophosuchus probablemente tenía una postura más parecida a la de un varano que a la de un cocodrilo. La corta longitud del hocico, contrasta con los hocicos largos de los grandes crocodilianos carnívoros como Pristichampsus, lo que sugiere que Trilophosaurus restringía su dieta a presas pequeñas. Puede haber consumido peces, tortugas, serpientes y mamíferos pequeños, todos los cuales han sido hallados en Riversleigh. La musculatura del cuello de Trilophosuchus puede haberle permitido hacer movimientos rápidos de la cabeza cuando se alimentaba, hacia arriba y abajo, de lado a lado y rotativamente.
Paul Willis ha sugerido que el mekosuquino Mekosuchus inexpectatus era arbóreo, dado su pequeño tamaño. Un estilo de vida arborícola es por lo demás desconocido en los crocodiliformes. Dado que Trilophosuchus es similar en apariencia a M. inexpectatus, se ha sugerido frecuentemente que también era arbóreo. Mekosuchus inexpectatus tenía una estructura de los huesos de sus miembros que puede ser compatible con la capacidad de vivir en los árboles, pero no hay ninguna evidencia de que Trilophosuchus tuviera habilidades para trepar. Debido a la carencia de evidencia, no hay acuerdo entre los paleontólogos sobre el estilo de vida de este género.